# Hamzah bin al-Hussein

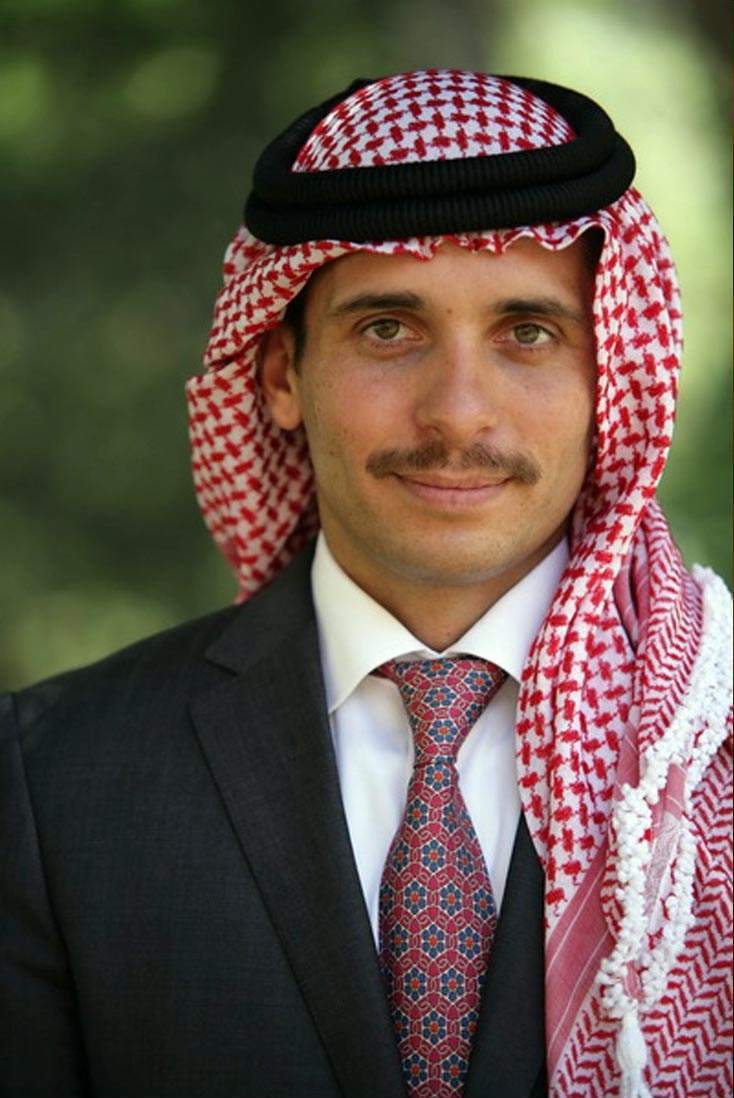
Hamzah bin al-Hussein (2017)

Scharif Hamzah bin al-Hussein (arabisch حمزة بن الحسين, DMG Ḥamza b. al-Ḥusain; * 29. März 1980 in Amman) war von 1999 bis 2004 der Kronprinz Jordaniens. Er ist Mitglied der Haschemiten-Dynastie, der königlichen Familie Jordaniens seit 1921, welche als unmittelbare Nachfahren des Propheten Mohammed in der 41. Generation gelten. Er ist ein Halbbruder des seit 1999 amtierenden jordanischen Königs Abdullah II. bin al-Hussein.

## Leben
Hamzah ist der vierte Sohn von König Hussein bin Talal von Jordanien und der erste Sohn seiner in den Vereinigten Staaten geborenen vierten Ehefrau, Königin Nūr. Hamzah absolvierte die Harrow School und die Royal Military Academy Sandhurst im Vereinigten Königreich. Er studierte an der Harvard University und diente als ausgebildeter Pilot für die Streitkräfte Jordaniens.
Am 7. Februar 1999 starb König Hussein und sein ältester Sohn Prinz Abdullah bin Hussein bestieg den jordanischen Thron als Abdullah II., nachdem er zwei Wochen zuvor als Nachfolger seines Vaters anstelle von dessen Bruder, Kronprinz Hassan ibn Talal, bestimmt worden war. Am selben Tag verfügte König Abdullah II. auf Wunsch seines Vaters, dass nicht sein eigener Sohn, sondern sein Halbbruder Hamzah die Nachfolge in der Thronfolge antreten solle, der daraufhin den Titel des Kronprinzen erhielt. Ursprünglich hatte Hamzah als Lieblingssohn seines Vaters als Favorit auf den Königstitel gegolten.
Knapp sechs Jahre später, am 28. November 2004, setzte König Abdullah Hamzah als Kronprinz ab. Zu diesem Zeitpunkt wurde kein Nachfolger für den Titel benannt, aber einige Beobachter hielten es zu diesem Zeitpunkt für wahrscheinlich, dass Abdullah beabsichtigte, seinen eigenen Sohn, Prinz Hussein bin Abdullah, zu einem späteren Zeitpunkt zu seinem Nachfolger zu ernennen. 2009 ernannte König Abdullah schließlich tatsächlich seinen eigenen Sohn zum neuen Kronprinzen.
Aufgrund seiner großen Ähnlichkeit zu seinem verstorbenen Vater gilt Hamzah für Teile der Opposition in Jordanien als mögliche Alternative zu seinem Halbbruder. Besonders bei den Beduinen soll Hamzah über eine große Popularität verfügen. Im Rahmen des Arabischen Frühlings kritisierte Hamzah die Regierung seines Halbbruders.

### Hausarrest 2021
Im April 2021 wurde bekannt, dass Hamzah von seinem Halbbruder Abdullah II. unter Hausarrest gestellt wurde. Abdullah II. erklärte ferner, dass die Krise, die zu Hamzahs Hausarrest führte, begann, als der jordanische Generalstabschef Hamzah besuchte und ihn warnte, nicht mehr an Treffen mit Kritikern der Regierung teilzunehmen. Hamzah wurde die „Aufwiegelung“ mit dem Ziel der „Destabilisierung der Sicherheit Jordaniens“ vorgeworfen. Insgesamt wurden 18 Personen verhaftet. In einigen Medien wurden die Geschehnisse als Putschversuch interpretiert. Nach Vermittlungen erklärte Hamzah seine Loyalität zu König Abdullah II.
Im April 2022 verzichtete Hamzah auf seinen königlichen Titel als Prinz.

## Familie
Hamzah ist mit Prinzessin Basmah Bani Ahmad verheiratet. Im Februar 2022 wurde ihr siebtes Kind geboren.